# Pomnik żołnierzy „Baszty” w Warszawie
Pomnik żołnierzy „Baszty” w Warszawie – pomnik w formie obelisku usytuowany przy ulicy Dworkowej na warszawskim Mokotowie.
Upamiętnia ok. 140 powstańców warszawskich – w większości żołnierzy pułku AK „Baszta” – wziętych do niewoli i zamordowanych przez Niemców po wyjściu z kanałów w dniu 27 września 1944. Bywa czasem nazywany „Pomnikiem rozstrzelanych powstańców”.

## Historia
27 września 1944 dwie grupy powstańców warszawskich, które próbowały po upadku Mokotowa ewakuować się kanałami do pozostającego wciąż w polskich rękach Śródmieścia, omyłkowo wyszły na powierzchnię w pobliżu komendy niemieckiej żandarmerii przy ulicy Dworkowej. Wbrew regułom prawa wojennego Niemcy rozstrzelali ok. 140 wziętych w ten sposób do niewoli żołnierzy AK.
27 września 1984 – w 40. rocznicę zbrodni – przy ul. Dworkowej odsłonięto pomnik żołnierzy „Baszty”. Został on ufundowany dzięki staraniom ZBoWiD. Jednym z głównych inicjatorów budowy pomnika był kapral Aleksander Kowalewski „Longinus” – żołnierz kompanii K-4 pułku „Baszta”, który ocalał z egzekucji przy ul. Dworkowej. On też jako pierwszy zapalił znicz po jego odsłonięciu.
Pomnik został zaprojektowany przez Eugeniusza Ajewskiego, natomiast jego wykonawcą była Żerańska Fabryka Elementów Betoniarskich „Faelbet”.

## Wygląd
Pomnik ma kształt obelisku o wysokości około 6 metrów. Składa się z betonowej podstawy w kształcie nieregularnego prostokąta oraz trzech pylonów zwieńczonych sześciokątną płytą. W środku wybrukowanej kamieniami podstawy umieszczono symboliczny właz kanałowy. Pylony zostały natomiast przyozdobione: krzyżem Virtuti Militari, powstańczą kotwicą oraz odznaką pułku „Baszta”. Od pobliskiego włazu kanałowego do pomnika prowadzą ślady stóp namalowane białą farbą.
Na pomniku umieszczono tablicę z wypisaną mosiężnymi literami inskrypcją:

Pamięci żołnierzy AK – powstańców Mokotowa pomordowanych przez hitlerowców już po kapitulacji 27 IX 1944
Towarzysze Broni Pułku „Baszta”